# CandoCo
CandoCo är ett professionellt brittiskt danskompani för funktionshindrade och icke-funktionshindrade som grundades 1991 och som ägnar sig åt vad de kallar för integrerad dans.